# テレル・ハワード・ベル
テレル・ハワード・ベル（英語：Terrel Howard Bell、1921年11月11日 - 1996年6月22日）は、アメリカ合衆国の政治家。ロナルド・レーガン政権で第2代教育長官を務めた。

## 生い立ちと初期の経歴
1921年11月11日にアイダホ州ラヴァホットスプリングスに誕生した。ベルは8歳の時に父親と死別した。ベルはアルビオン師範学校を卒業した。ベルは第二次世界大戦中に海兵隊に軍曹として所属し、太平洋地域での戦闘に参加した。退役時は曹長の階級であった。
第二次世界大戦後はアイダホ州に戻り、学歴及び職歴を積んだ。1946年に南アイダホ教育大学で学士号を取得。その後ベルはアイダホ州内の高校で1946年から1947年まで高校教師として勤務した。続いてベルはアイダホ州でロックランドヴァリー高校教育長（1947年-1954年）、ワイオミング州でスターヴァリー高校教育長（1955年-1957年）を務めた。
1971年にユタ州へ移り、ウェーバー郡校区教育長（1957年-1962年）、ユタ州立大学教育行政学教授（1962年-1963年）、ユタ州公共教育局長（1963年-1970年）、グラニット校区教育長（1971年-1974年）、ユタ州高等教育委員長（1976年-1981年）を歴任した。またベルは連邦政府の保健教育福祉省からも人事登用を受けた。ベルは保健教育福祉省において、1970年から1971年まで教育システム局副長官、1972年から1972年まで教育局長官代行、1974年から1976年まで教育局長官を務めた。

## アメリカ合衆国教育長官
1981年にロナルド・レーガンが大統領に就任すると、レーガンはベルを教育長官として指名した。ベルは高校教師・大学教授・教育行政職まで務めた人物として、教育界から評価され賞賛を受けていた。またベルは金融界からは謙虚な人物と目されていた。
1981年にベルは教育の卓越性について研究を行うための委員会を立ち上げるようレーガン大統領に要望した。レーガン大統領は教育の卓越に関する国家委員会を発足させ、内国の教育情勢について研究を行わせた。1983年、教育の卓越に関する国家委員会は報告書『危機に立つ国家』を発表し、アメリカの教育水準が国際的に遅れをとっていると指摘した。また報告書は、アメリカの教育基盤が「上昇する凡庸性の潮流」により侵食されつつあると言及し、教育改革の必要性を訴えた。
ベルの教育長官就任に際し、周囲はベルが教育省の解体を主導するものと予想した。だが教育省の解体には議会の承認が必須であり、議会は教育省解体に好意的ではなかった。またベル自身も教育省解体には否定的であったため、実際にはベルが教育省の解体に着手することはなかった。レーガン大統領は教育省の廃止に賛成していたため、ベルはレーガン大統領に翻意を求めた。最終的にレーガン大統領は教育省廃止に着手することはなかったが、レーガン大統領は教育省の予算削減を実施した。その結果、ベルは1985年に教育長官を辞任した。

## 晩年
教育長官退任後、ベルはユタ州へ戻り、ユタ大学で教員となった。1988年、ベルは回顧録『Thirteenth Man: A Reagan Cabinet Memoir（13人目の男：レーガン内閣回顧録）』を出版した。
1996年6月22日、ベルはユタ州ソルトレイクシティにおいて呼吸不全で死去した。ベルの遺体はソルトレイクシティ市内のラーキン・サンセット・ガーデンズ墓地に埋葬された。